# Улица Марата Казея
Улица Марата Казея (бел. Вуліца Марата Казея) — улица в Октябрьском районе Минска. Названа в честь Героя Советского Союза пионера-партизана Марата Ивановича Казея. Одна из двух улиц бывшей деревни Вилковщина. Последние дома на улице были снесены в начале 2000-х в связи с возникновением охранной зоны вокруг завода Керамин.

## Описание
Обслуживается почтовым отделением 220024 (ул. Асаналиева, 40, кор. 1)
Выходит к железной дороге.
Ближайшая параллельная улица — улица Вилковщина.